# 2020년대 텔레비전 애니메이션 목록
다음은 2020년대에 방송된 텔레비전 애니메이션의 연도순 목록이다.
- 2020년 텔레비전 애니메이션 목록
- 2021년 텔레비전 애니메이션 목록
- 2022년 텔레비전 애니메이션 목록
- 2023년 텔레비전 애니메이션 목록
- 2024년 텔레비전 애니메이션 목록
- 2025년 텔레비전 애니메이션 목록
- 2026년 텔레비전 애니메이션 목록
- 2027년 텔레비전 애니메이션 목록
- 2028년 텔레비전 애니메이션 목록
- 2029년 텔레비전 애니메이션 목록